# Literaturhaus Zürich

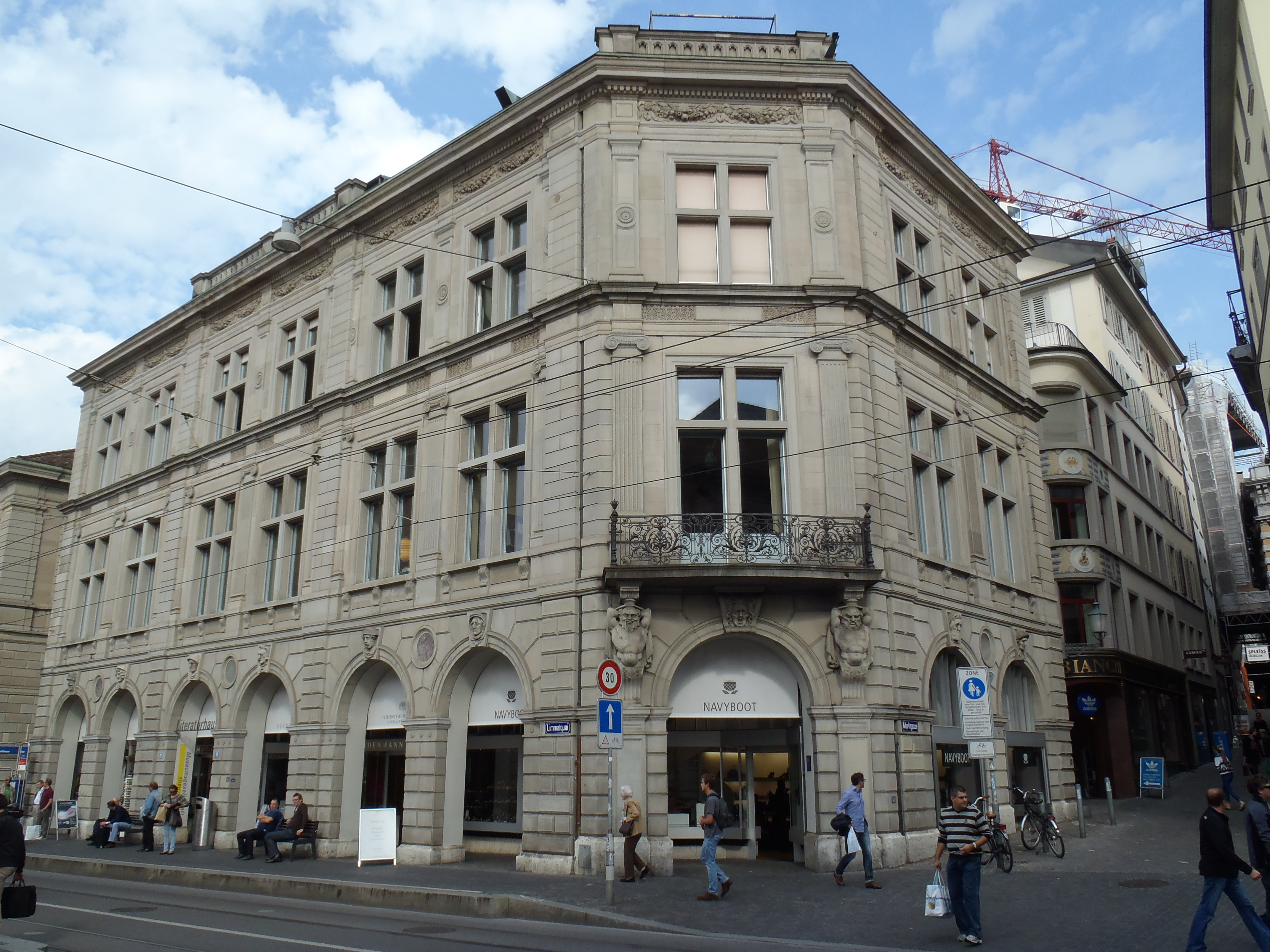
Sitz des Literaturhauses Zürich am Limmatquai 62

Das Literaturhaus Zürich ist ein Literaturhaus der Schweiz. Es wurde 1999 ursprünglich als Literaturhaus der Museumsgesellschaft Zürich gegründet. Seit 2002 wird es von der Stadt Zürich subventioniert, Hauptsponsorin ist seit 2000 die Zürcher Kantonalbank.
Das Literaturhaus ist eine öffentliche Begegnungsstätte, in der Lesungen, Diskussionen, Workshops und andere Veranstaltungen organisiert werden. Im Haus befindet sich zudem eine belletristische Bibliothek mit Büchern in vier Sprachen und zwei Lesesäle mit Zeitungen und Zeitschriften. Bibliothek und Lesesäle sind den Mitgliedern der Museumsgesellschaft vorbehalten.
Leiterin des Literaturhauses ist seit dem 1. September 2023 Nicola Steiner. Zuvor hatten Richard Reich (1999–2002), Beatrice Stoll (2002–2013) und Gesa Schneider (2013–2023) die Leitung inne.
Das Literaturhaus befindet sich im Zürcher Stadtzentrum, im Niederdorf, Limmatquai 62.